# Bluestack Mountains
Le Blue Stack Mountains o Bluestack Mountains, anche chiamate Croaghgorms (dal nome gaelico irlandese na Cruacha Gorma, che significa proprio "i comignoli blu" come quello inglese), sono una catena montuosa del Donegal, Irlanda.
Situate nella parte centro-meridionale della propria contea, costituiscono una barriera naturale che da sempre ha diviso i principali centri del sud come Donegal Town e Ballyshannon da quelli del nord come Dungloe e Letterkenny. L'unica via di comunicazione seria che collega queste due regioni senza aggirare lateralmente i monti passa per il cosiddetto Barnesmore Gap, uha strada all'interno di un suggestivo glen. L'estensione della catena è piuttosto considerevole se si pensa che si innalza nei pressi di Donegal Town fino a raggiungere il piccolo abitato di Glenties nelle aree remote ed occidentali del Donegal.
La cima più alta delle Bluestack è il Croaghgorm, alto 674 metri. Le cime vicine sono l'Ardnageer (642 m), il Croaghanirwore (548 m), il Croaghbarnes (499 m), il Croaghblane (641 m), il Croaghnageer (571 m), il Croveenananta (476 m), la Gaugin Mountain (565 m), il Lacroagh (403 m), il Lavagh More (671 m) ed uk Lavagh Beg (650 m).

## Galleria d'immagini

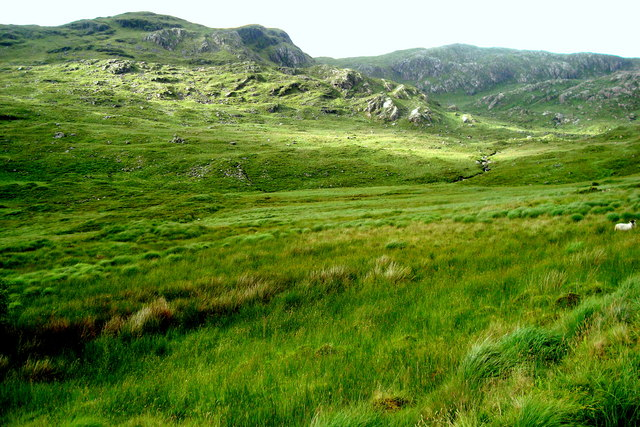
La Eglish Valley
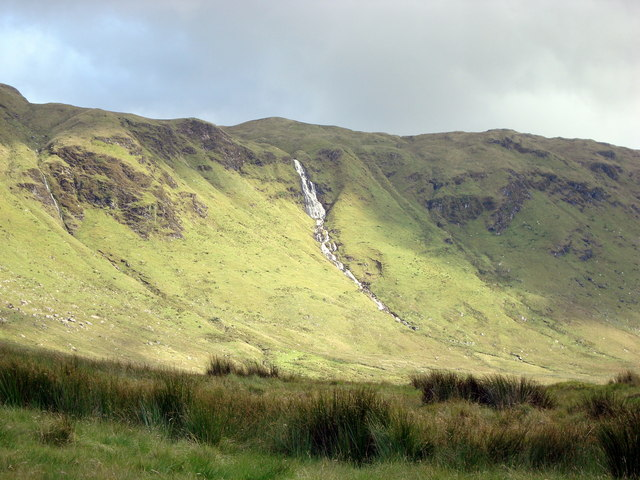
Il Binnasruell
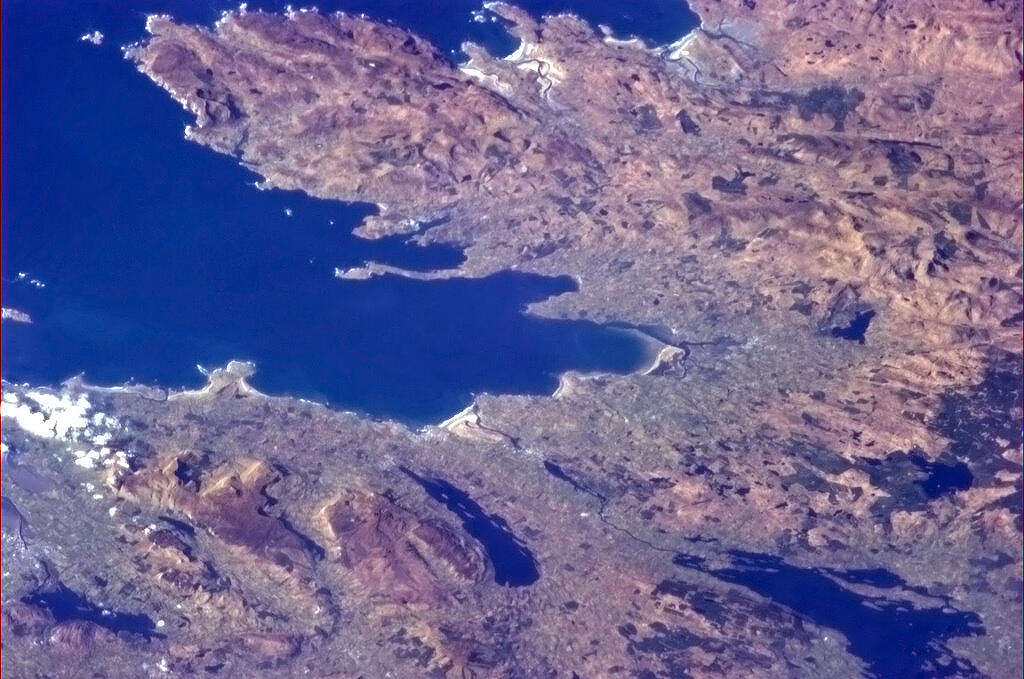
Le Blue Stacks dall'orbita terrestre
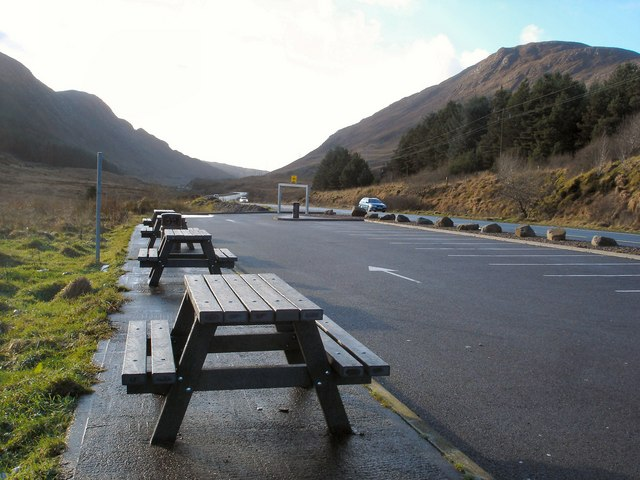
Il Barnsmore Gap